# Elitserien i baseboll 1989
Elitserien i baseboll 1989 var den för 1989 års säsong högsta serien i baseboll i Sverige. Totalt deltog 8 lag i serien, där alla lag spelade mot varandra fyra gånger vilket gav totalt 28 omgångar. Efter detta gick de två främsta till SM-final och det sämsta laget till nedflyttningskval.

## Grundserien
| Nr | Lag             | Matcher | Vunna | Förlorade | Vinstprocent |
| -- | --------------- | ------- | ----- | --------- | ------------ |
| 1  | Leksand         | 28      | 24    | 4         | 0.857        |
| 2  | Skellefteå      | 28      | 22    | 6         | 0.786        |
| 3  | Sundbyerg       | 28      | 19    | 9         | 0.679        |
| 4  | Skarpnäck       | 28      | 18    | 10        | 0.643        |
| 5  | Sundsvall       | 28      | 12    | 16        | 0.429        |
| 6  | Bagarmossen     | 28      | 11    | 17        | 0.393        |
| 7  | Rättvik         | 28      | 3     | 25        | 0.107        |
| 8  | Kungsängens BSK | 28      | 3     | 25        | 0.107        |

### Final
| Nr | Lag        | Matcher | Vunna | Förlorade | Vinstprocent |
| -- | ---------- | ------- | ----- | --------- | ------------ |
| 1  | Skellefteå | 3       | 3     | 0         | 1.000        |
| 2  | Leksand    | 3       | 0     | 3         | 0.000        |

## Nedflyttningskval
Kungsängen klarade sig kvar.

### Webbkällor
- Svenska Baseboll- och Softbollförbundet, Elitserien 1963-